# Polygonarea spinipes
Polygonarea spinipes är en mångfotingart som beskrevs av Lawrence 1955. Polygonarea spinipes ingår i släktet Polygonarea och familjen storjordkrypare. Inga underarter finns listade i Catalogue of Life.